# 久保田遼
久保田 遼（くぼた りょう、1989年12月11日 - ）は、日本の男子バスケットボール選手である。ポジションはフォワード／センター。身長197cm、体重94kg。大分県出身で東京八王子ビートレインズ所属。

## 来歴
福岡大大濠高校から早稲田大学に進み、4年次にユニバーシアード日本代表に選出。
卒業後、パナソニックに加入。
2013年、休部となったパナソニックの後継として創設される和歌山トライアンズに移籍。
2015年、大阪エヴェッサに加入。
2017年、サイバーダイン茨城ロボッツに移籍。
2020年10月、佐賀県初のプロバスケットボールチームKARATSU LEO BLACKS（3x3)に加入。

## 経歴
- 福大大濠高校 - 早稲田大学 - パナソニック（2012年〜2013年） - 和歌山 - 大阪 - 茨城 - 鹿児島-八王子

## 日本代表歴
- 2011ユニバーシアード